# Cladonia uncialis

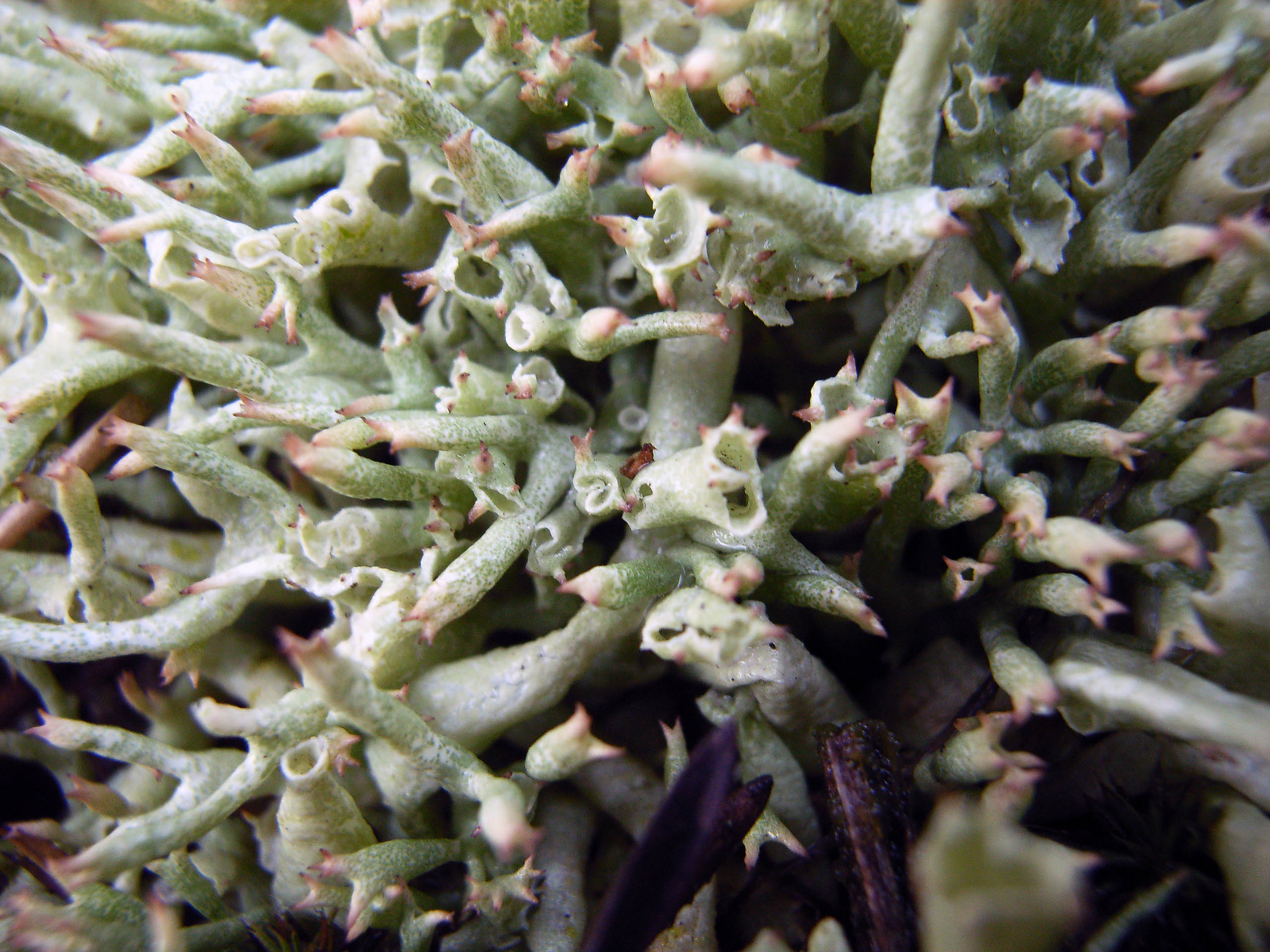
Nahaufnahme

Cladonia uncialis, deutsch als Igel-Cladonie bezeichnet, ist eine Strauchflechte, die blassgelbliche bis graugrünliche, igelartige Polster oder stachelige Rasen bildet. Sie ist kennzeichnend für nährstoffarme Böden. 

## Beschreibung
Die stielrunden und hohlen Stämmchen (Podetien) der Igel-Cladonie sind mehrfach, insgesamt aber spärlich und regelmäßig gabelig verzweigt. Deren Oberflächen tragen weder Blättchen noch Schuppen. Die bräunlichen Zweigenden sind nicht oder nur schwach gekrümmt und scharf zugespitzt. Die Stämmchen werden 3 bis 5 Zentimeter hoch und etwa 2 Millimeter dick. Sie stehen sehr dicht und bilden gewissermaßen stachelige Rasen oder igelartige Polster. Die Flechtenart bildet keine bodenständigen Blättchen und entwickelt selten Fruchtkörper (Apothecien).

## Verbreitung und Standort
Die Igel-Cladonie ist von der Arktis bis in die  sommergrüne Laubwaldzone verbreitet. Sie wächst vorwiegend auf sauren, nährstoffarmen Sandböden oder auf felsigem Untergrund. Sie besiedelt Trockenrasen, Zwergstrauchheiden, lichte Wälder und Blockschutthalden vom Tiefland bis in alpine Höhenlagen.